# كلاتة توت (زنغلانلو)
كلاتة توت (بالفارسية: کلاته توت) هي قرية تقع في إيران في قسم زنغلانلو الريفي. يقدر عدد سكانها بـ 0 نسمة بحسب إحصاء 2016.